# Guillaume de Chartres

Großmeisterwappen Guillaumes de Chartres

Guillaume de Chartres (dt. Wilhelm von Chartres, latein Guillielmus de Carnoto oder Willelmus de Carnoto, * um 1185; † 26. August 1218 vor Damiette) war ab 1210 der vierzehnte Großmeister des Templerordens.

## Leben
Guillaume de Chartres soll ein Sohn des Grafen Milon IV. von Bar-sur-Seine gewesen sein, über sein Leben vor 1210 ist sonst nichts überliefert. In diesem Jahr wurde er zum Nachfolger des im November 1209 gestorbenen Großmeisters Philippe du Plessiez gewählt.
Als Großmeister assistierte Guillaume 1210 bei der Krönung Johann von Brienne zum König von Jerusalem. Während seiner Amtszeit war der Templerorden in Spanien sehr aktiv und erzielte wichtige Siege gegen die Mauren. Ab 1212 bemühte er sich mit Hilfe des Papstes Innozenz III. um die Rückgabe der ehemaligen Templerburg Baghras von König Leo II. von Kleinarmenien. 1216 wurde die Burg tatsächlich an die Templer übergeben.
Ab 1217 beteiligten sich die Templer unter seiner Führung am Fünften Kreuzzug. Nachdem die muslimische Burg auf dem Berg Tabor erfolglos belagert worden war, gehörte Guillaume zu denen, die sich für einen Angriff des Kreuzfahrerheeres auf Ägypten statt auf Damaskus aussprachen. Nach einiger Verzögerung seitens der europäischen Kreuzfahrer, die die Templer zur gründlichen Vorbereitung der Expedition nutzten, segelte das Kreuzfahrerheer im Mai 1218 von Akkon über die Templerburg Pelerin zur Nilmündung, wo man die ägyptische Festungsstadt Damiette belagerte. Während der Belagerung der Stadt, die sich bis zum November 1219 hinzog, starb Guillaume de Chartres im August 1218 an einer Krankheit, möglicherweise Typhus.